# Чемпионат Германии по футболу 1920/1921
Чемпионат Германии по футболу 1920/1921 — 14-й розыгрыш Чемпионата Германии по футболу (нем. Deutsche Fußballmeisterschaft). Турнир начался 22 мая 1921 года, а финал состоялся 12 июня 1921 года.
Победителем этого турнира стала команда «Нюрнберг»
.
В чемпионате участвовало 7 команд: «Форвертс-90» Берлин, «Гамбург», «Нюрнберг», «Штеттин», «Дуйсбургер», «Ваккер» Халле, «Шпортфройнде» Бреслау.

## 1/4 финала
| «Шпортфройнде» Бреслау | 1:2 | «Ваккер» Халле |
| ---------------------- | --- | -------------- |
|                        |     |                |

| «Дуйсбургер» | 2:1 | «Гамбург» |
| ------------ | --- | --------- |
|              |     |           |

| «Штеттин» | 1:2 | «Форвертс-90» Берлин |
| --------- | --- | -------------------- |
|           |     |                      |

## 1/2 финала
| «Ваккер» Халле | 1:5 | «Нюрнберг» |
| -------------- | --- | ---------- |
|                |     |            |

| «Форвертс-90» Берлин | 2:1 | «Дуйсбургер» |
| -------------------- | --- | ------------ |
|                      |     |              |

## Финал
| «Нюрнберг» | 5:0 | «Форвертс-90» Берлин |
| ---------- | --- | -------------------- |
|            |     |                      |